# Blauwput

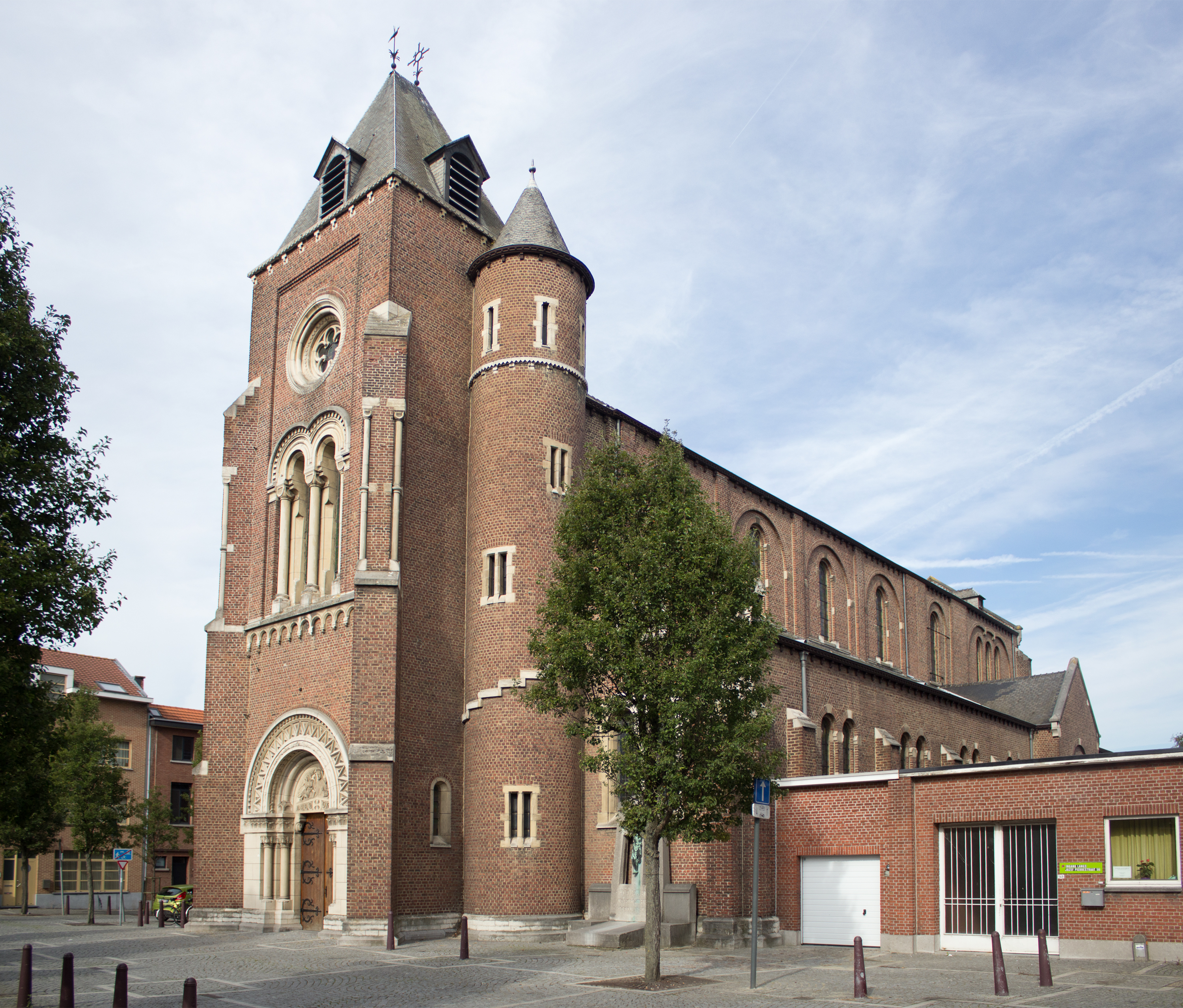
Heilig Hartkerk

Blauwput is een wijk en een parochie van Kessel-Lo, een deelgemeente van de Belgische stad Leuven.
Blauwput is gelegen in het westen van Kessel-Lo en aan de achterzijde van het station van Leuven. In 1830 telde het gehucht Blauwput twintig huizen en twee tavernes. Sindsdien ontwikkelde Blauwput zich volop en zeker vanaf het midden van de 19e eeuw. Dit had te maken met de opening van Leuven-station (1837) maar meer nog met de Centrale Werkplaatsen van de Spoorwegen (vanaf 1863); op haar hoogtepunt telden de Centrale Werkplaatsen meer dan 750 arbeiders op een terrein van 9 hectaren. De ontwikkeling in Blauwput voltrok zich sneller dan in de rest van Kessel-Lo, dat lange tijd landelijk bleef.
Oorspronkelijk hing het gebied af van de parochie Vlierbeek die de hele gemeente Kessel-Lo bestreek. In 1877 was het gebied voldoende gegroeid, zodat een nieuwe parochie met de naam Blauwput ontstond. In de 20e eeuw ontwikkelde de wijk zich verder, mede dankzij de onmiddellijke nabijheid van het Leuvense stadscentrum. Blauwput zou volledig vergroeien met het stadscentrum. In 1941, tijdens de Tweede Wereldoorlog, werd de wijk grotendeels verwoest, maar ze werd in korte tijd weer heropgebouwd.

## Bezienswaardigheden
- De 15e-eeuwse Heilige Drievuldigheidskapel (ook wel kapel van Onze-Lieve-Vrouw ter Krampen genoemd) met laatgotische waterput van blauwe hardsteen waaraan de parochie haar naam ontleende in de 19e eeuw. De oorspronkelijke kapel dateerde van 1441, en werd op de Ferrariskaart in de 18e eeuw vermeld.[2] Ze werd verwoest tijdens de Tweede Wereldoorlog en heropgebouwd in de periode 1956-1957. De kapel en waterput zijn sinds 1938 beschermd.
- De neoromaanse Heilig Hartkerk waarvan de bouw begon in 1873 en die voltooid werd in 1898. De kerk bevat een 15e-eeuwse reliekhouder uit de Heilige Drievuldigheidskapel.